# نیژنکالینوفسکی
نیژنکالینوفسکی (به لاتین: Nizhnekalinovsky) یک منطقهٔ مسکونی در روسیه است که در استان آستراخان واقع شده‌است.